# Herb Pelplina
Herb Pelplina – jeden z symboli miasta Pelplin i gminy Pelplin w postaci herbu ustanowiony 28 marca 2003 uchwałą nr VI/59//03 Rady Miejskiej.

## Wygląd i symbolika
Herb przedstawia w polu błękitnym srebrną infułę z wyhaftowanym złotym wzorem florystycznym.